# Klucz (lotnictwo)
Klucz – najmniejsza formacja w lotnictwie, licząca 3 lub więcej (3–5) samolotów.